# 星火 (畢業歌專輯)
《星火》是收錄全國高中校畢業生音樂的第六張音樂的專輯，於2017年8月19日擎天娛樂發行。
從2012年由全台15所高中畢業生聯合創作《風箏》開始的『高中原創畢業歌合輯』，之後陸續發表的聯合創作《拼圖》、《起飛》、《破浪》、《啟程》，每年均被數百所全國國中小學選為畢業歌，在YouTube也紛紛創造超過百萬次以上的點擊數，原創畢業歌已然在各級校園中蔚為主流風潮。而入選的30所學校，延續風箏傳統，攜手以作詞組、作曲組、演唱組、MV組、企宣組各小組接棒，聯合創作發表了同名歌曲。

## 報名
2017年4月7日，「2017高中原創畢業歌合輯」在粉絲專頁開始報名，報名資格為全國各高中職有製作原創畢業歌且經學校認可對外發表者皆可參與報名。
截至報名結束，共計有126所學校完成報名，涵蓋全國以及海外地區，最後由報名之126所學校代表，交互投票選出30首作品，成為「2017高中原創畢業歌合輯」

## 入選學校及曲目
1. 南山高中—Daydreamers
2. 建國中學—行囊
3. 再興中學—摘星
4. 大湖農工—起飛
5. 新竹高中—闖‧青春
6. 葳格高中—乘風蛻變
7. 時雨高中—時光如雨
8. 復華中學—胸口的太陽
9. 私立東山高中—這一天
10. 成功高中—伴途不廢
11. 南光高中—約定青春
12. 松山家商—光影交錯
13. 桃園高中—目光
14. 明倫高中—那一天
15. 忠信學校—說書人
16. 振聲高中—初衷
17. 桃園新興高中—未完結的旅行
18. 揚子高中—點點回憶
19. 高雄女中—往遠方去吧
20. 蘭陽女中—我們
21. 竹林中學—竹夢
22. 道明中學—在你身旁
23. 國立陽明高中—迴聲
24. 瀛海中學—說好的
25. 雙溪高中—能否
26. 新竹女中—一起走吧
27. 市立大同高中—下一站，夢想
28. 曙光女中—女孩
29. 上海台商子女學校—築夢
30. 復旦高中—初遇